# Adaptive Coding and Modulation
Adaptive Coding and Modulation (ACM) ist ein Verfahren der Datenübertragung, bei der der Empfänger eine Rückmeldung über die Qualität der empfangenen Daten gibt und darüber die Datenkodierung und Datenmodulation des Datenübertragungskanals anpasst. Beispielsweise wird ACM bei DVB-S2 eingesetzt, wobei der Rückkanal terrestrisch oder über Satellit aufgebaut wird.
Die Verfahren Constant coding and modulation (CCM) und Variable coding and modulation (VCM) erwarten keine bzw. fast keine Rückmeldung vom Empfänger, erreichen dafür nicht die Übertragungsraten von ACM.